# Ceraphron longulus
Ceraphron longulus är en stekelart som beskrevs av Sundholm 1970. Ceraphron longulus ingår i släktet Ceraphron och familjen pysslingsteklar. Inga underarter finns listade i Catalogue of Life.